# Tokiko Iwatani
Tokiko Iwatani (岩谷時子 Iwatani Tokiko?, 28 de marzo de 1916-25 de octubre de 2013) fue una letrista, poeta y traductora japonesa. Ella escribió la letra de más de 400 canciones, incluyendo The Peanuts, Yūzō Kayama, Frank Nagai, Hiromi Go, y tradujo las letras a, entre otros, Hymne à l'amour, Save the Last Dance for Me, Million Roses, My Way, y los musicales Kiss Me, Kate, Anne of Green Gables – The Musical, Me and My Girl y Les Misérables.
En 2010 creó la Fundación Iwatani Tokiko que otorga el Premio Iwatani Tokiko cada año.
Murió en octubre de 2013 a partir de neumonía.

## Premio
- Premio Drama Kazuo Kikuta, Premio Especial (1979)
- Orden del Tesoro Sagrado, Cuarta Clase (1993)
- Premio Shin Watanabe, Premio Especial (2006)
- Persona de Mérito Cultural, 2009